# Heukelum
Heukelum is een kleine stad in de gemeente West Betuwe in de Nederlandse provincie Gelderland en een voormalige Zuid-Hollandse gemeente. Het is gelegen aan de zuidelijke oever van de rivier de Linge en telt 2.280 inwoners (1 januari 2023), van wie 600 in de oude kern.
Heukelum is bekend vanwege het uit begin 16e eeuw daterende kasteel Merckenburg. Heukelum ligt in de Tielerwaard die het meest westelijke deel van Gelderland vormt tussen de rivier de Linge en de rivier de Waal. Heukelum is een oudere nederzetting dan Asperen.

## Geschiedenis
Uit een document uit 996 valt op te maken dat een zekere Fretzhold zijn rechten op de kerk te "Ukele", zoals Heukelum destijds werd genoemd, aan bisschop Ansfried van Utrecht schonk. Dankzij deze schenking is bekend dat Heukelum in dat jaar een kerk bezat. Hieruit wordt opgemaakt dat het dorp Heukelum (Ukele) reeds lang hiervoor bekend is geweest. Een legende verhaalt hoe heer Jan II van Arkel Heukelum opnieuw opbouwde na plundering door de Vikingen. Hij zou door achter een zwaan aan te varen naar de juiste plek zijn geleid. Het jaar 1230 wordt genoemd als jaar waarin de ommuring van Heukelum een feit werd.
Vele rampen teisterden het stadje, waaronder overstromingen en in 1772 een stadsbrand, waardoor 36 van de ongeveer 100 houten huizen verloren gingen.
Bij de instelling van de gemeentes op 1 januari 1812 werd Heukelum een zelfstandige gemeente. Bij het herstel van de provincies kwam de gemeente bij Zuid-Holland.
Bij de dijkdoorbraak van de Linge op 26 januari 1820 kwam een mammoetschedel uit de bodem tevoorschijn. De boer die de schedel vond, stelde hem aanvankelijk op kermissen tentoon. Na vier jaar verkocht hij de schedel op een veiling en de Hollandsche Maatschappij der Wetenschappen wist de schedel aan te kopen. In 1885 werd de schedel gegeven aan het Teylers Museum in Haarlem.
In 1820 werd het grootste, maar dunbevolkte deel van Heukelum ten zuiden van de Nieuwe Zuiderlingedijk - waaronder de buurtschap Leuven - bij de Gelderse gemeente Vuren gevoegd.
Op 1 september 1855 werd de gemeente Spijk bij Heukelum gevoegd. Op 1 januari 1986 kwam er een eind aan de zelfstandigheid en werd het een deel van de Gelderse gemeente Vuren. Gelijktijdig ging Heukelum dus deel uitmaken van de provincie Gelderland. De naam van deze gemeente werd per 3 januari 1987 omgezet in Lingewaal. Op 1 januari 2019 werd Lingewaal met Heukelum deel van de gemeente West Betuwe.

## Sport
Heukelum huisvest enkele sportverenigingen, te weten:
- Voetbalvereniging VV Heukelum
- Tennisvereniging T.C. De Belt

## Scholen
- Christelijke basisschool CBS De Wegwijzer
- Openbare basisschool De Rietput

## Bezienswaardigheden
Het kasteel Merckenburg staat op de plaats waar reeds in 1230 een sterk kasteel stond met dezelfde naam. Het huidige kasteel is gebouwd aan de middeleeuwse donjon die resteerde nadat de Fransen in 1672 tijdens de Hollandse Oorlog het kasteel opbliezen. Het stamt uit het begin van de 18e eeuw en ligt aan de Heidensweg. Het kasteel is thans in gebruik als woonhuis en niet te bezichtigen.
Het huidige stadje doet door zijn hoge ligging en compacte bouwwijze nog denken aan vervlogen tijden. De oude stadsmuren liggen onder de met gras bedekte taluds rond de stad, omzoomd door een gracht. Er zijn vele 17e- en 18e-eeuwse boerderijen en andere bouwwerken te vinden, onder andere het voormalige stadhuis, Voorstraat 2, met een gevelsteen met wapen en in de oostelijke gevel acht sierankers. Een boerderij uit die periode is te vinden onder andere op de Groenewal in Heukelum. In het centrum herinnert het beeldje van de oude veerman aan het vroegere voetveer.
De hervormde kerk van Heukelum is in bezit van een Bätz-orgel uit 1778.
In 2015 is er door stichting stadswal gestart met het uitgraven en herstellen van de middeleeuwse stadsmuur. Op zaterdag 29 december 2018 is de historische stadswal officieel opgeleverd.

## Bekende personen
- Jaap Cramer (1899-1998), politicus
- Fabio Jakobsen (1996), wielrenner

## Foto's

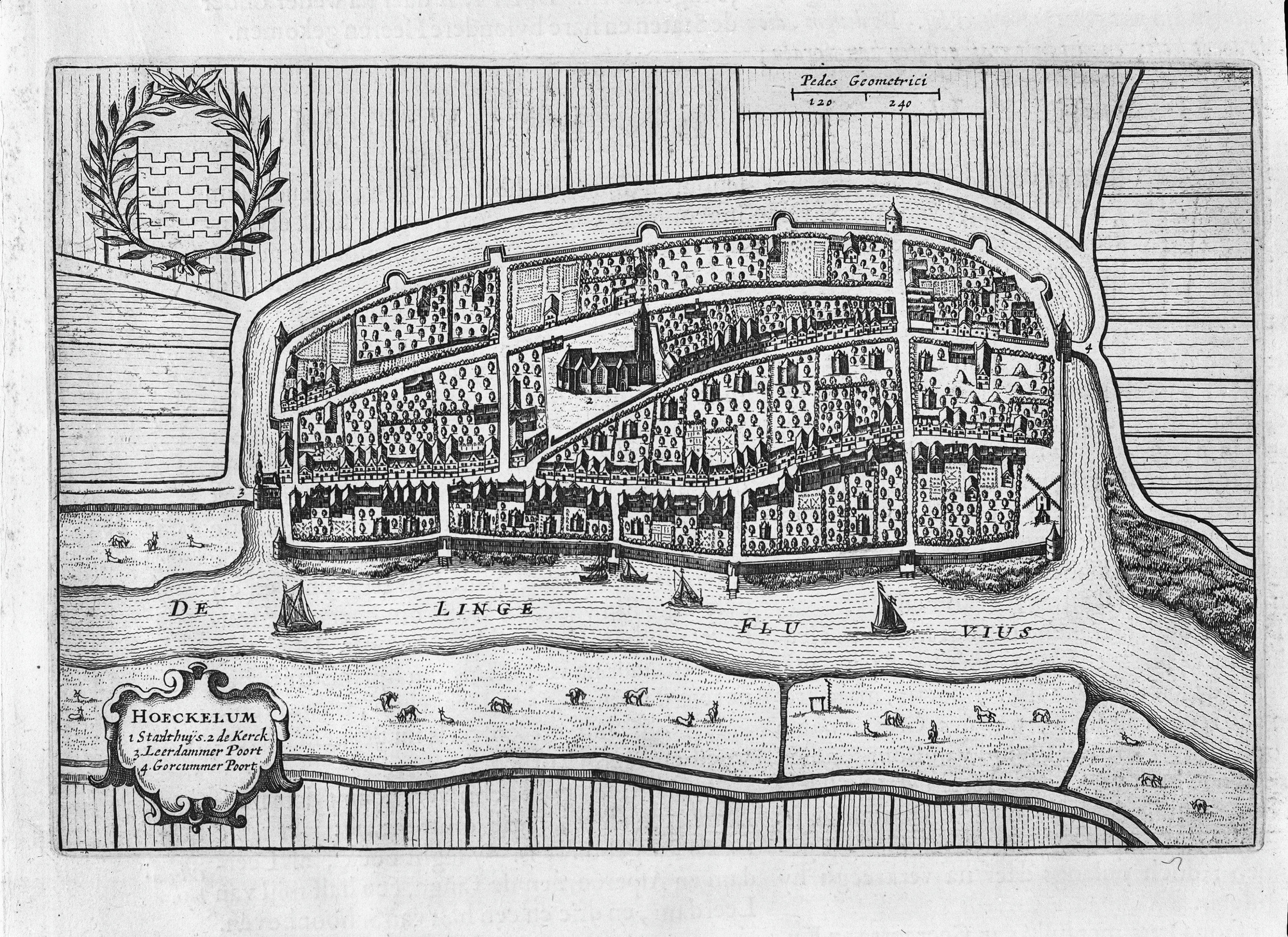
Plattegrond van Heukelum (17de eeuw), gemaakt door  J. Blaeu
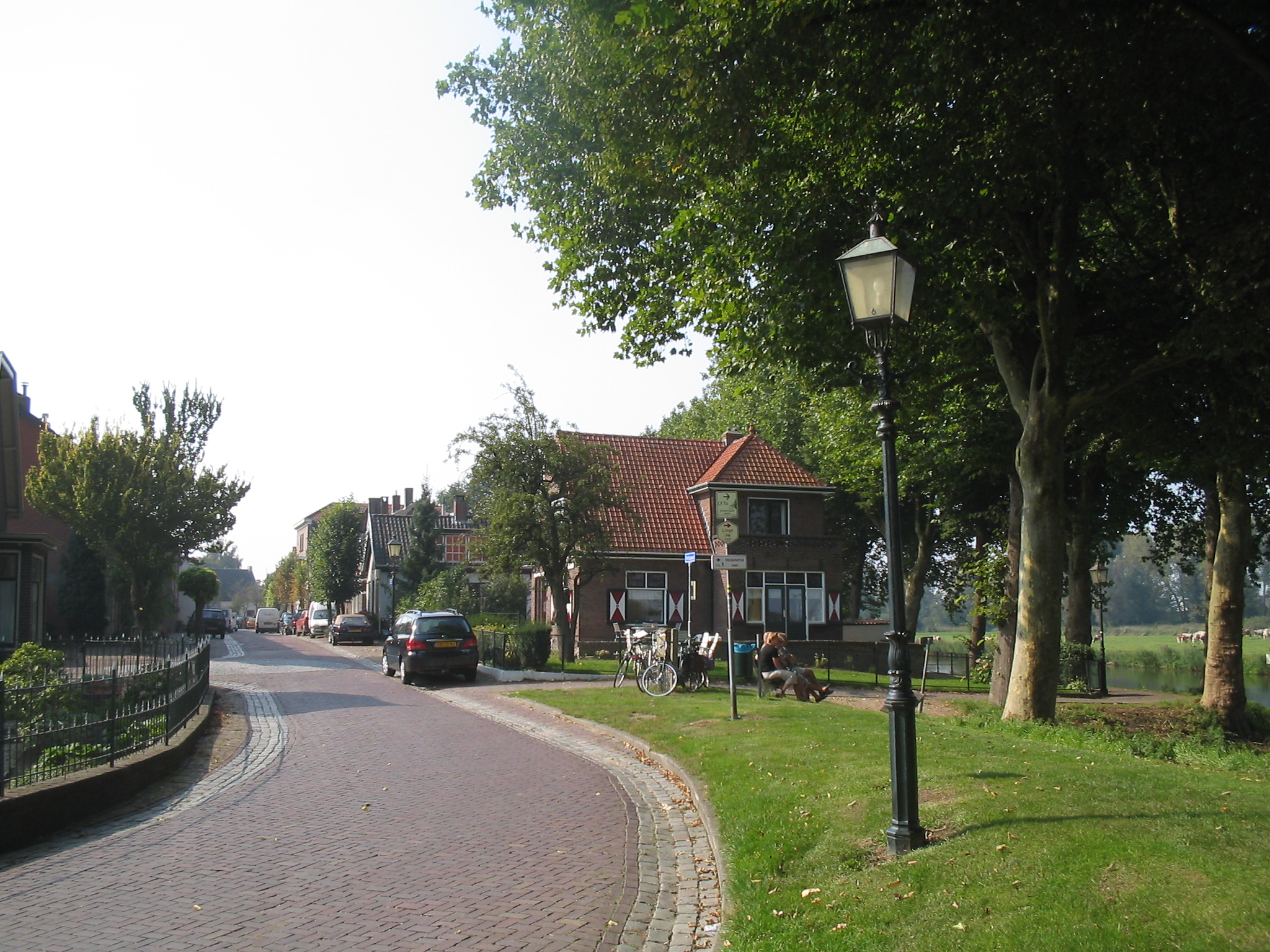
Binnenkomst in Heukelum vanaf de plaats waar vroeger de Oostpoort stond
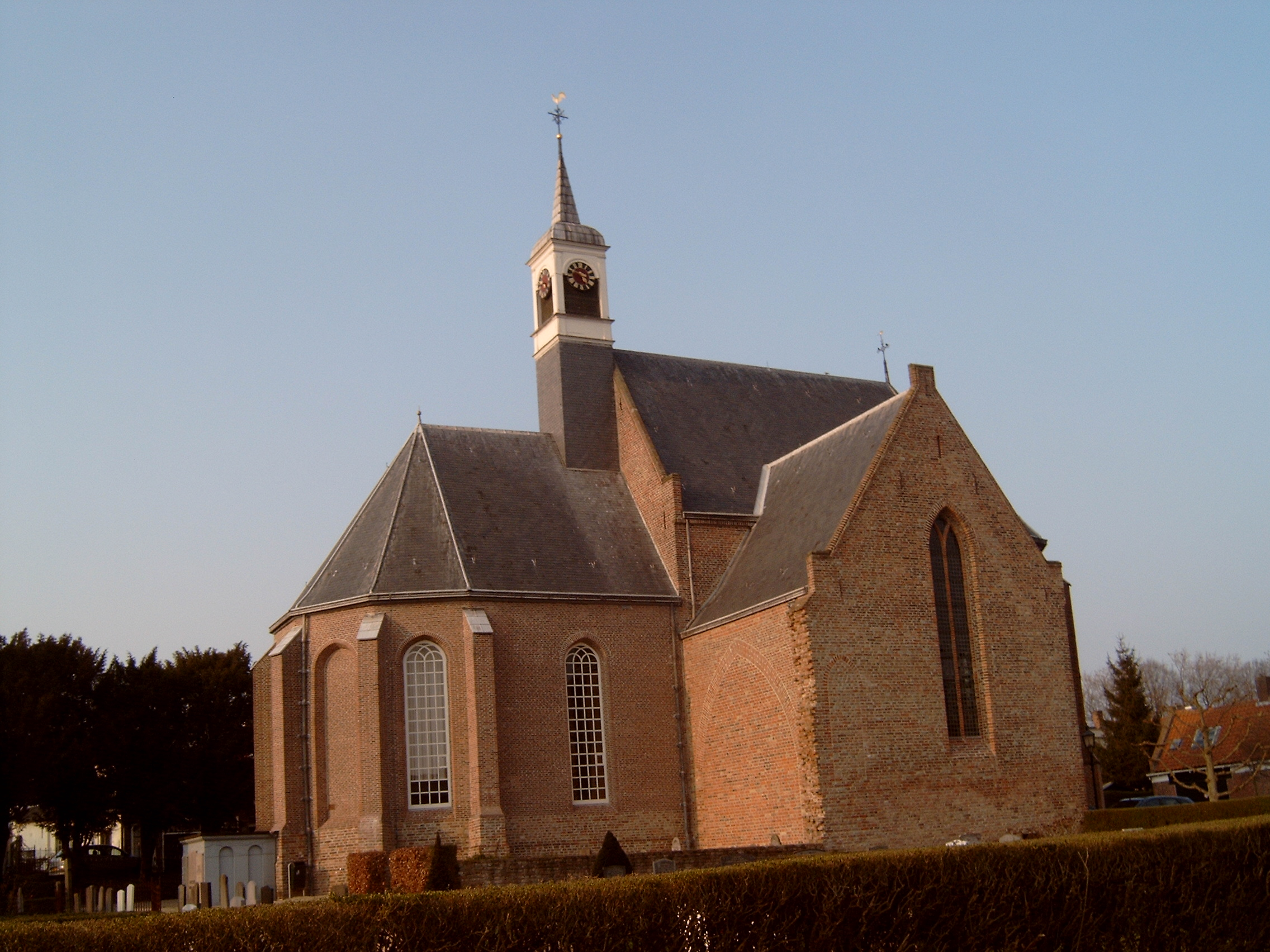
De kerk van Heukelum na de restauratie van 1963-1966, gezien vanuit het zuidwesten
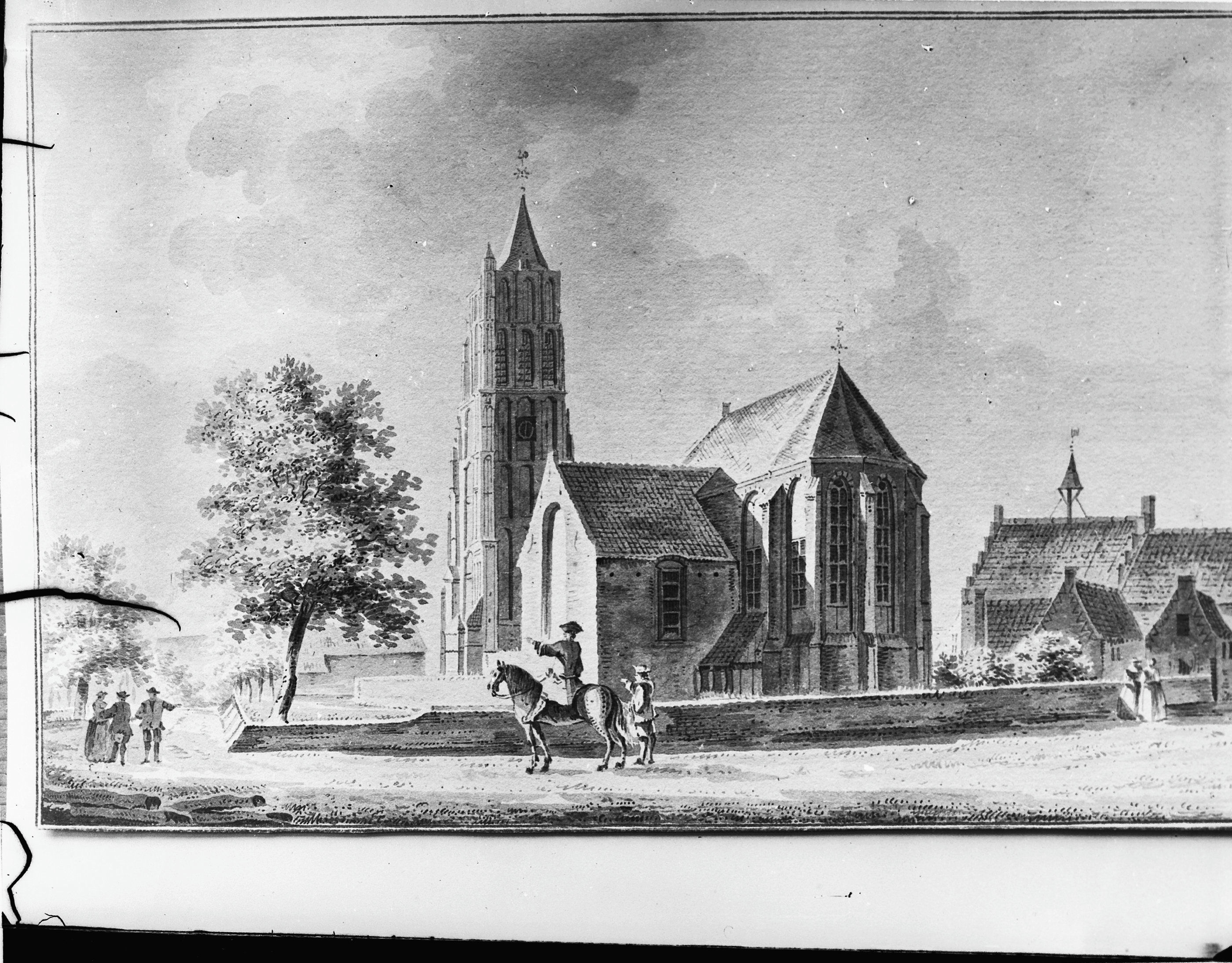
De kerk in de 17e eeuw, met de vroegere zestig meter hoge toren
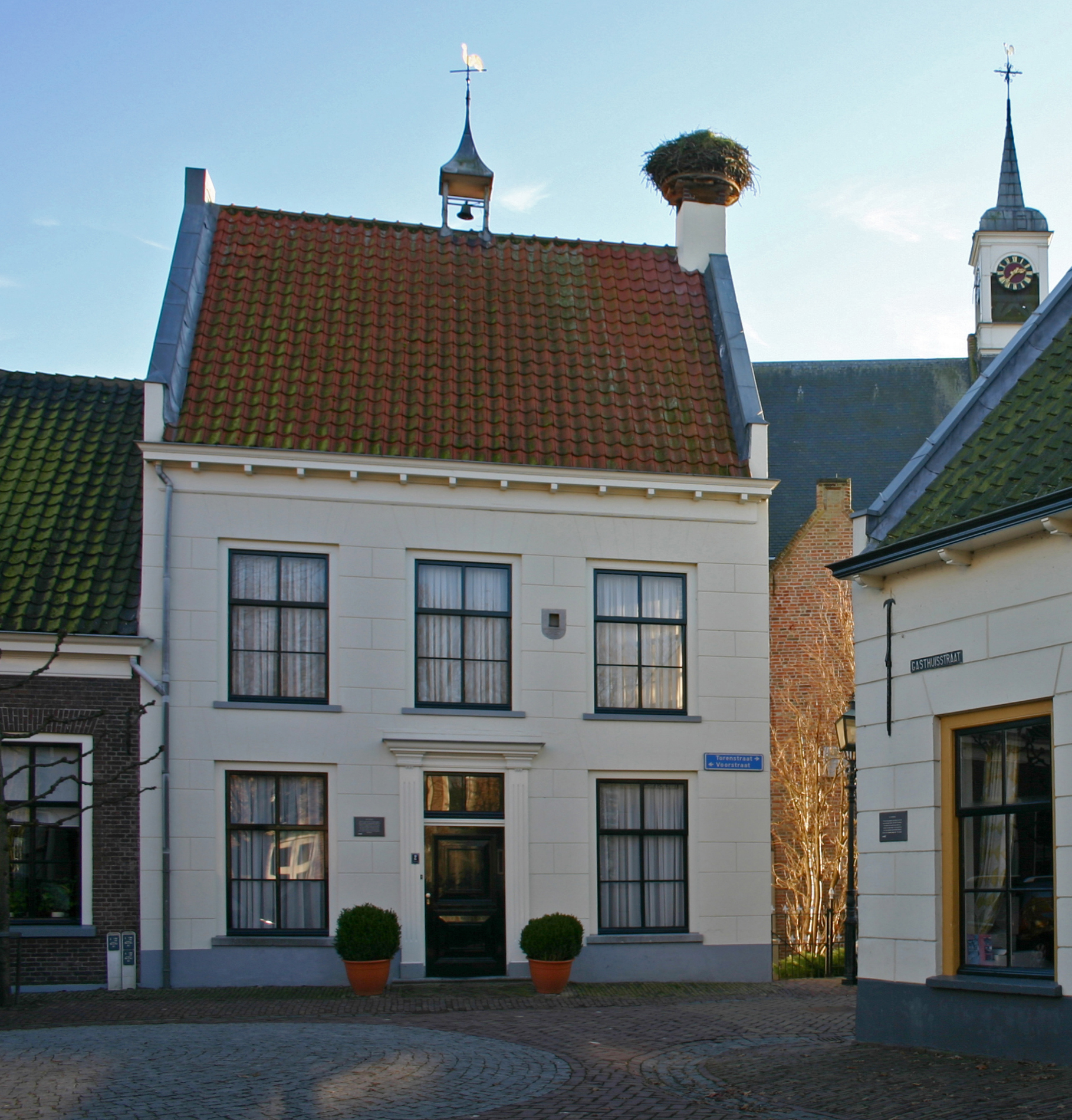
Het oude stadhuis op de driesprong Voorstraat-Torenstraat-Gasthuisstraat
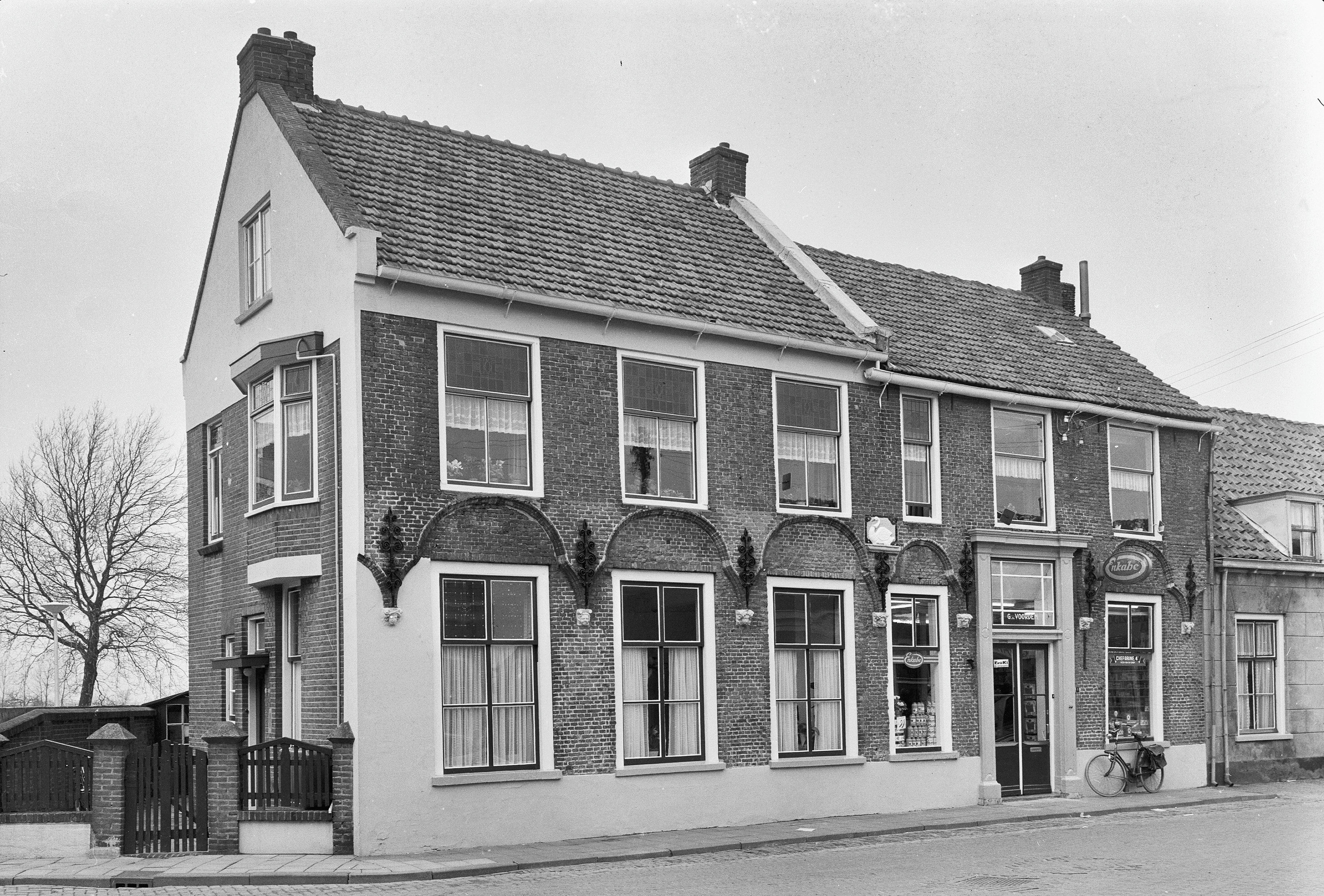
Oude voorgevel aan het begin van de Voorstraat, tegenover het vroegere stadhuis
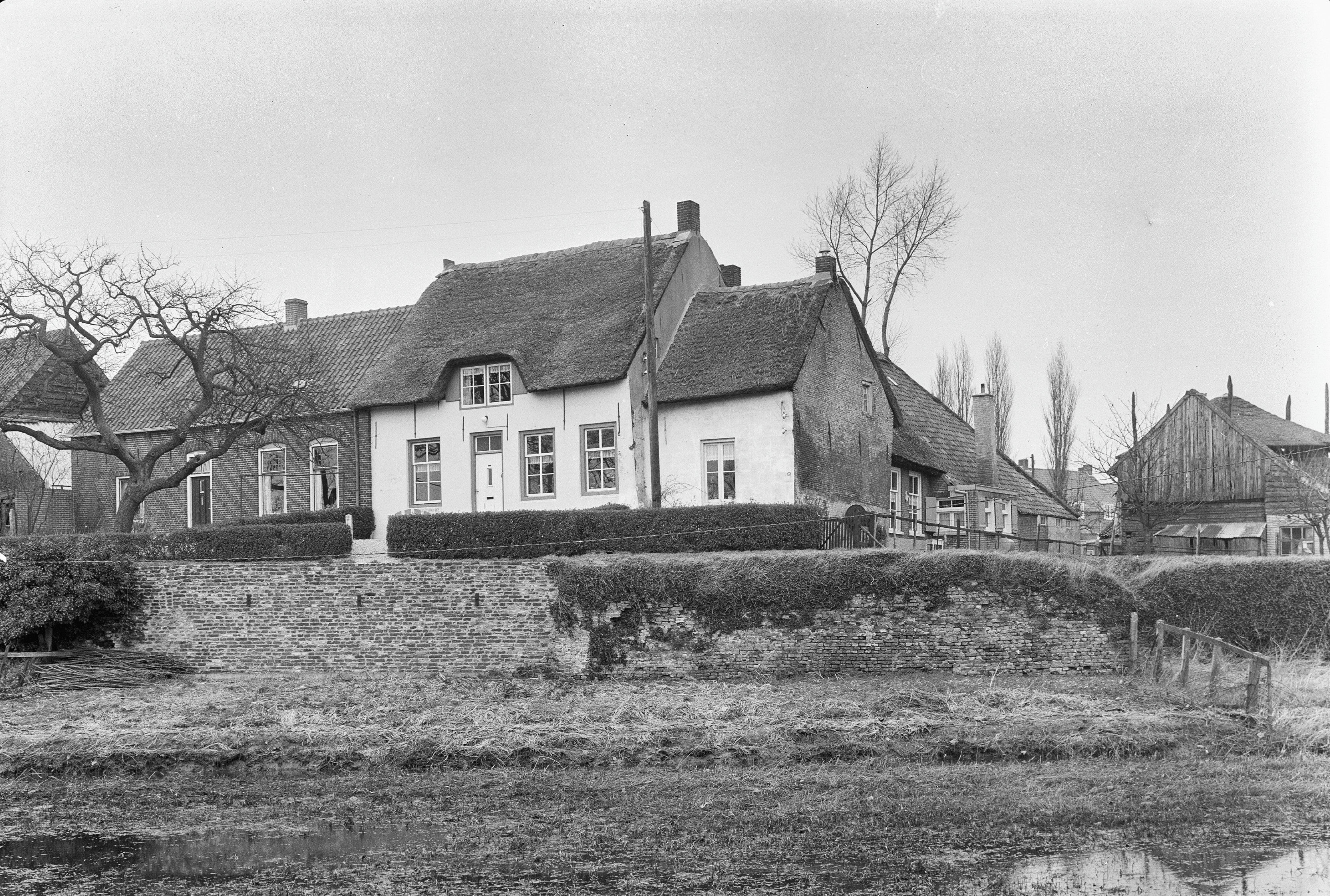
Boerderij uit de 17/18de eeuw op de Groenewal; op de voorgrond een deel van de oude stadsmuur
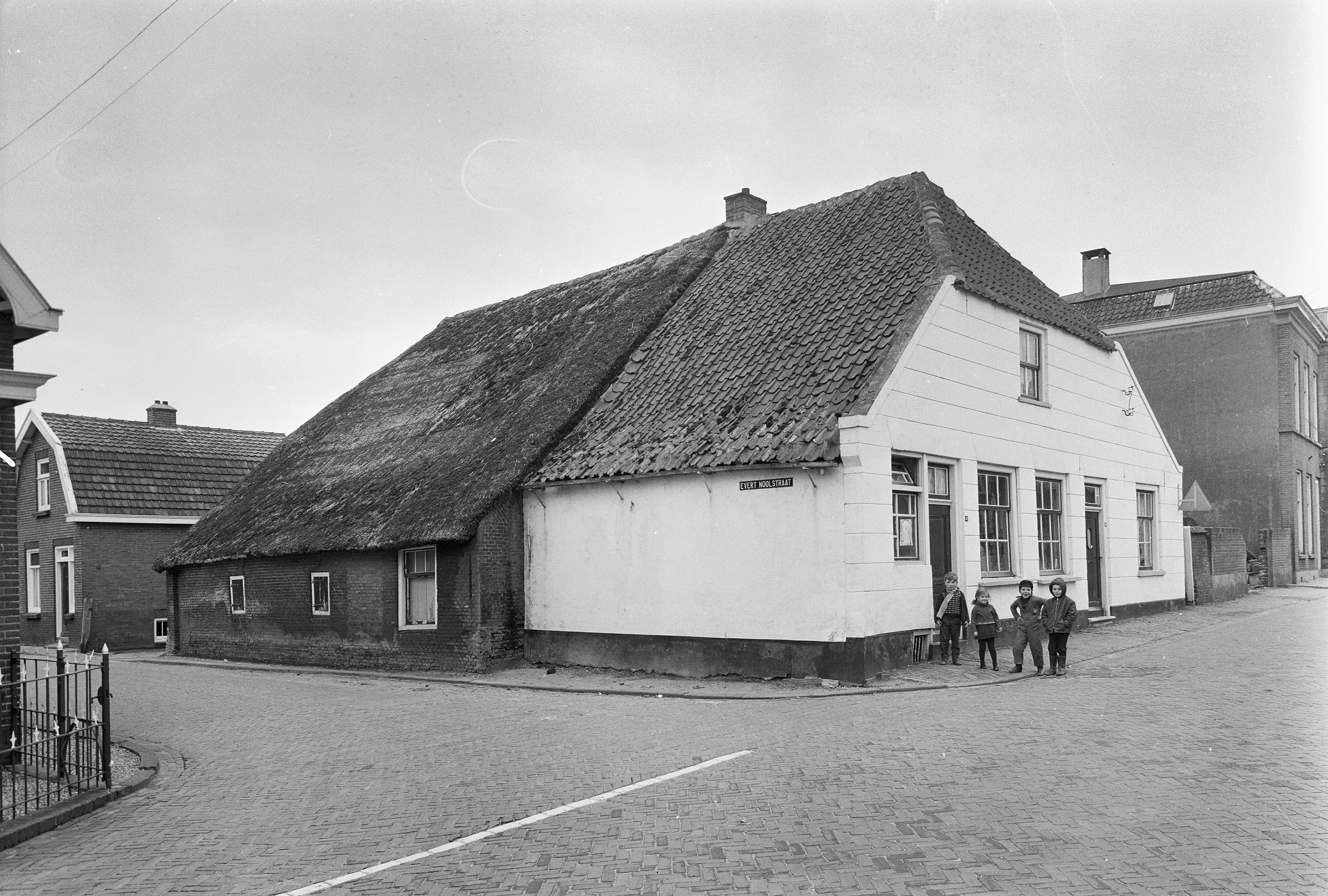
Vroegere boerderij op de hoek van de Voorstraat en de Evert Noolstraat